# Sohlbach (Netphen)
Sohlbach ist ein Stadtteil von Netphen im Kreis Siegen-Wittgenstein in Nordrhein-Westfalen mit 129 Einwohnern (Stand: 30. Juni 2022).

## Geographie
Sohlbach hat eine Fläche von 3,9 km². Das Ortsgebiet befindet sich auf einer Höhe von 380 bis 420 m Höhe. Berge in der Umgebung sind der Streithain mit 548 m, der Breiter Berg 628 m Höhe, und die Alte Burg mit 632 Metern Höhe. Das größte Fließgewässer in Sohlbach ist die Netphe. Im Ort münden der Sohlbach, sowie ein namenloser Zufluss in sie ein. Knapp unterhalb von Sohlbach nimmt sie zudem die Alte Netphe auf. In der Nähe von Sohlbach befindet sich das Kulturdenkmal Graf-Gerlachs-Burg.

### Nachbarorte
Nachbarorte von Sohlbach sind Lützel im Norden, Altenteich im Nordosten, Benfe im Osten, Walpersdorf im Südosten, Nenkersdorf im Süden, Afholderbach im Südwesten, Oechelhausen im Westen und Grund im Nordwesten.

## Geschichte
Sohlbach wurde 1344 erstmals urkundlich erwähnt. 1936 wurde ein Feuerwehrhaus gebaut. 1957 wurde der aktuelle Friedhof eingeweiht, 2003 wurde er erweitert.
Bis Ende 1968 gehörte der Ort dem Amt Netphen an und wurde bei der zur kommunalen Neugliederung am 1. Januar 1969 ein Ortsteil der neuen Großgemeinde Netphen, seit 2000 ein Stadtteil.

### Einwohnerzahlen
Einwohnerzahlen des Ortes:
| Jahr | Einwohner |
| ---- | --------- |
| 1809 | 64        |
| 1818 | 57        |
| 1864 | 51        |
| 1885 | 46        |
| 1895 | 43        |
| 1905 | 38        |
| 1910 | 46        |
| 1925 | 47        |

| Jahr | Einwohner |
| ---- | --------- |
| 1933 | 48        |
| 1939 | 44        |
| 1950 | 85        |
| 1961 | 89        |
| 1967 | 88        |
| 1982 | 98        |
| 1983 | 109       |
| 1994 | 147       |

| Jahr | Einwohner |
| ---- | --------- |
| 2004 | 156       |
| 2005 | 155       |
| 2009 | 142       |
| 2010 | 141       |
| 2012 | 138       |
| 2013 | 134       |
| 2014 | 129       |
| 2015 | 123       |

| Jahr | Einwohner |
| ---- | --------- |
| 2017 | 121       |
| 2021 | 120       |
| 2022 | 129       |

## Verkehr
Sohlbach liegt abseits der Bundesstraße 62 zwischen Netphen und Erndtebrück. An die A 45 ist der Ort über Netphen und die HTS in Siegen angebunden. Der Busverkehr wird von der VWS übernommen.

## Soziale Einrichtungen
Soziale und öffentliche Einrichtungen sind ein Schützen- und Bürgerhaus und eine Grillhütte. Diese wurde 1983 in Eigenleistung errichtet. Außerdem gibt es noch einen Bolzplatz, einen Kinderspielplatz, einen Friedhof, sowie eine Kneippanlage.

## Sehenswürdigkeiten
Besondere Sehenswürdigkeiten sind die Fachwerkhäuser in der Ortsmitte, der Sohlbacher Weiher und der Aussichtspunkt Hohe Netphe.